# Cannolo
El cannolo (significa en italiano 'pequeño tubo'; plural, cannoli) es un dulce típico de la región italiana de Sicilia, de donde es originario. Consiste en una masa enrollada en forma de tubo que dentro lleva ingredientes mezclados con queso ricota. Es tan popular en Sicilia que es muy rara la pastelería donde no se expone una bandeja de cannoli.

## Historia y costumbres
Los cannoli, desde la antigüedad, han pertenecido a los dulces carnavalescos típicos de la cocina italiana. No obstante, es creencia popular de la región que al igual que la Cassata ambos dulces son herencia de la permanencia de los árabes en la isla. Hoy en día se comen durante todo el año. Originariamente la pasta se enrollaba alrededor de un trozo de caña (actualmente se compra la parte exterior ya hecha, o se enrolla en moldecitos de metal que ya se venden para esto) y se freía con ella, luego se rellenaba con el requesón azucarado y aromatizado. De "caña"—en italiano, canna—es de donde le viene el nombre.

## Características

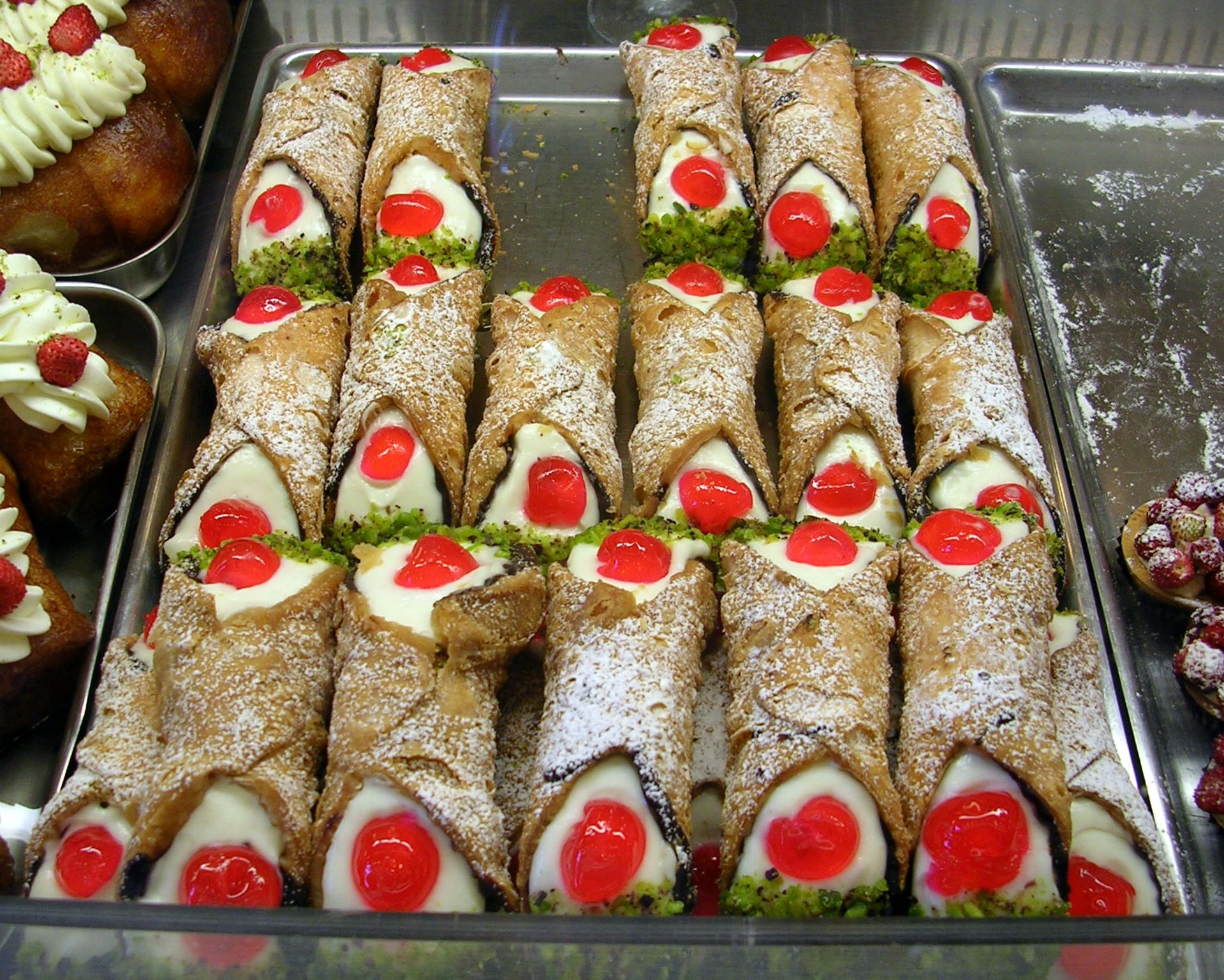
Cannoli típicos, expuestos en una pastelería de Sicilia.

La masa interior se elabora con queso ricotta (ocasionalmente, y menos tradicional es el empleo de Mascarpone) a menudo se saboriza con diferentes combinaciones de vainilla, chocolate, pistacho, Marsala, agua de rosas u otros aromatizadores. Es frecuente ver como se pone algún ingrediente en los extremos. El rango de tamaños va desde los "cannulicchi", no más grandes que un dedo, hasta las proporciones más grandes encontradas por regla general en Piana degli Albanesi, al sur de Palermo, por regla general suelen ser de 15 a 20 cm con un diámetro de 4-5 cm.

## Cannoli en la cultura
- Cannoli se mencionan en la película El padrino por Clemenza, que es requerido por su esposa para que les traiga por encargo unos de una pastelería. En el transcurso del viaje se comete un asesinato y tras haberlo cometido antes de volver con su esposa, le dice al asesino y compañero la frase: "Leave the gun. Take the cannoli." (deja el arma, coge los cannoli). En una escena eliminada se observa cómo Clemenza los compra después de almorzar.
- En la película El padrino III, Connie (Talia Shire) asesina a Don Altobello (Eli Wallach) con un cannolo envenenado.
- También son mencionados varias veces en Los Soprano, donde algunos de sus personajes son de ascendencia italiana y han heredado una parte de su cultura alimenticia del país europeo.
- Son la comida preferida de Jorge el Curioso (The Curious George) dibujito animado.
- También son mencionados por Danny Messer, personaje ficticio y protagonista de la serie de televisión CSI: New York, interpretado por Carmine Giovinazzo.
- También son mencionados en varios episodios de la serie How I Met Your Mother.
- En la serie de televisión Gotham Oswald Cobblepot asesina a sus cómplices del robo a un banco con una caja envenenada de Cannoli.
- En el Comisario Montalbano, es una de sus comidas predilectas y es la forma de sacarle información al médico forense.
- En "Ley y Orden: Unidad de víctimas especiales" en el capítulo 17 de la temporada 16 titulado "Violaciones de la Condicional" llevan unos Cannoli como regalo a la Detective Rollins.
- En "Ley y Orden: Unidad de víctimas especiales" en el capítulo 18 de la temporada 20, titulado "Apagón" el detective Carisi (interpretado por Peter Scanavino) ofrece unos Cannoli a la Detective Rollins.
- En la serie Your Honor 2023 T02 E05, Gina Baxter (Hope Davis) prepara unos Cannoli en la cocina de su hotel y obliga a su esposo Jimmy Baxter (Michael Stuhlbarg) a su hijo y a su padre a comerlos.
- Mencionados y visibles varias veces en la serie Rizzoli & Isles. Angela Rizzoli,  la madre de Jane y Frankie, los prepara a menudo.
- En la película animada "Zootopia", el capo mafia "Mr. Big", le reclama a Nicky, un zorro estafador: "Confié en ti Nicky, compartimos el pan, y la abuela te preparó cannoli"